# Monte Cugno dell'Alpet
Il monte Cugno dell'Alpet è una montagna delle Alpi Cozie alta 2.072 m situata tra la val Sangone e la val Chisone; interessa i comuni di Giaveno e di Pinasca, entrambi nella Città metropolitana di Torino. La montagna ha una certa importanza storica perché nel 1896 fu la meta della prima escursione sci-alpinistica avvenuta in Italia.

## Descrizione

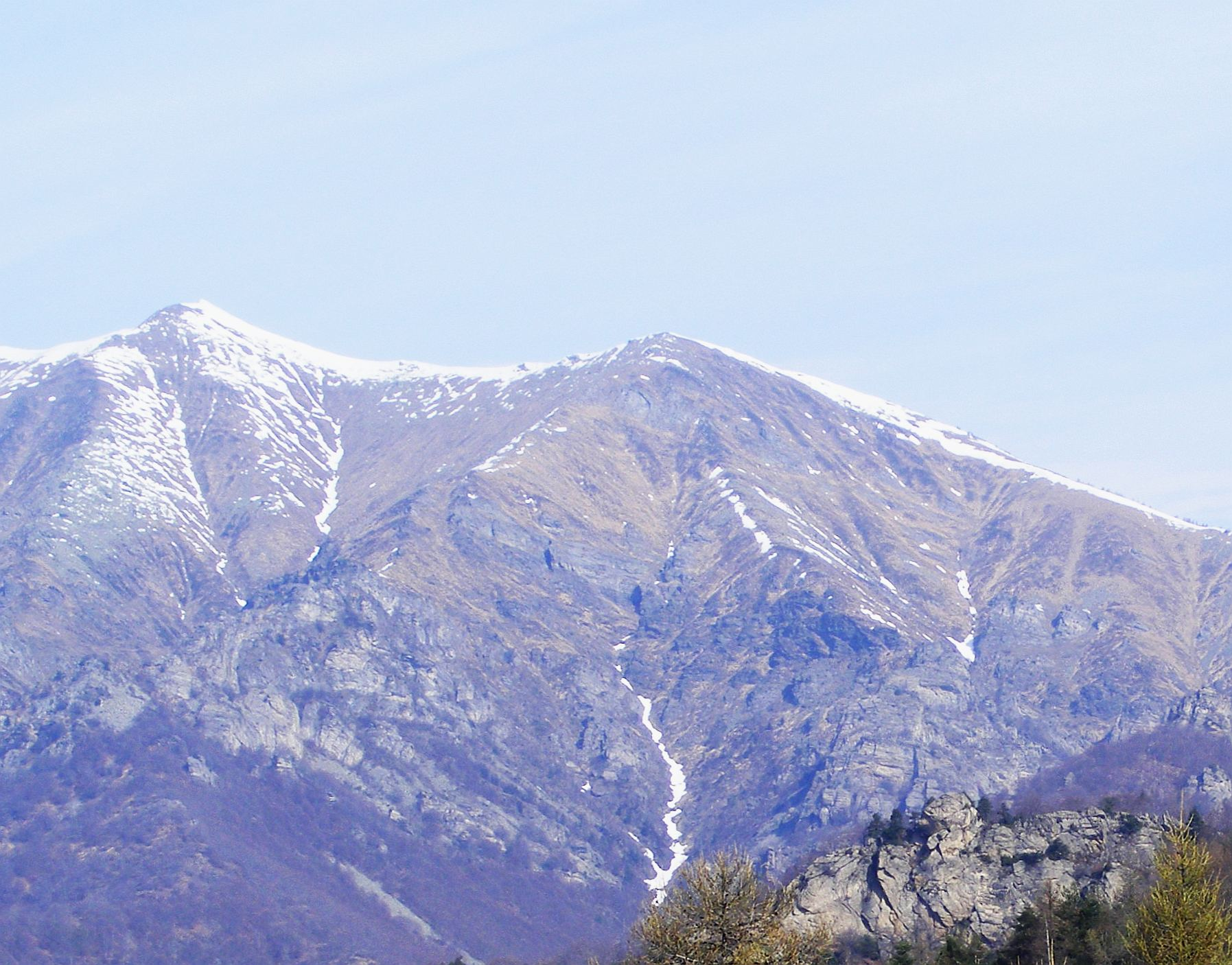
L'Aquila (a sin.) e il Cugno dell'Alpet dal Colle del Crò (San Pietro Val Lemina)

La montagna è un rilievo arrotondato sul crinale spartiacque Chisone-Sangone. Ad ovest la larga insellatura del colle dell'Aquila (2.060 m) la separa dalla vicina punta dell'Aquila (2.119 m), mentre andando verso est la prima montagna che si incontra è la punta di Gianna (1.971 m).
Sulle pendici prevalgono i prati colonizzati da bassi cespuglieti. Sul colle dell'Aquila sorge una cappella dedicata alla Madonna della Pace, inaugurata nel 1926. In cima alla montagna è invece collocato il punto geodetico trigonometrico dell'IGM codice 055051 denominato  Cugno Dell'Alpet.

## Storia
L'8 gennaio 1896 sulla montagna incominciò la pratica dello sci alpinismo in Italia. In quell'anno infatti Adolfo Kind, un industriale svizzero, usò per la prima volta gli sci sulle montagne italiane, facendo seguito a precedenti dimostrazioni avvenute a Torino, al parco del Valentino e sulla Collina torinese. Partendo dalla frazione Pra Fieul raggiunse il Cugno dell'Alpet assieme ai figli e ad alcuni amici. Una targa metallica affissa sulla facciata della Madonna della Pace ricorda l'avvenimento.
La montagna è citata nel romanzo di Luigi Pirandello Suo marito - Giustino Roncella nato a Boggiòlo .

## Escursionismo
La via di salita dall'Alpe Colombino (1.261 m), prima su pista strada sterrata e poi su un sentiero che transita per il Colle dell'Aquila, è frequentata in tutte le stagioni. Il Cugno dell'Alpet è anche raggiungibile per cresta seguendo le tracce di sentiero che percorrono lo spartiacque Sangone-Chisone.